# Katori (TV-3501)
Katori (TV-3501) byla cvičná loď Japonských námořních sil sebeobrany. Ve službě byla v letech 1969–1998.

## Stavba

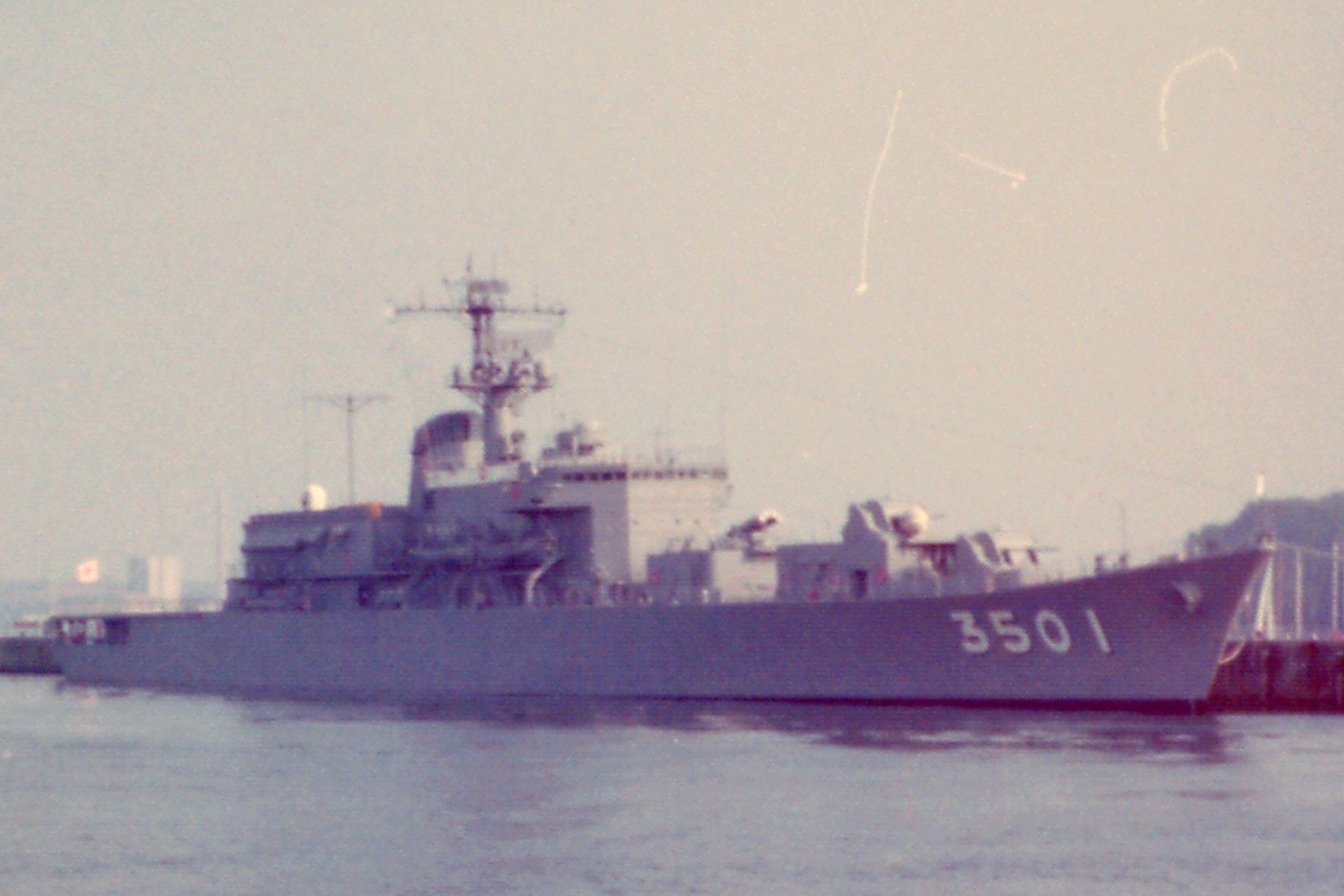
Katori v Kielu

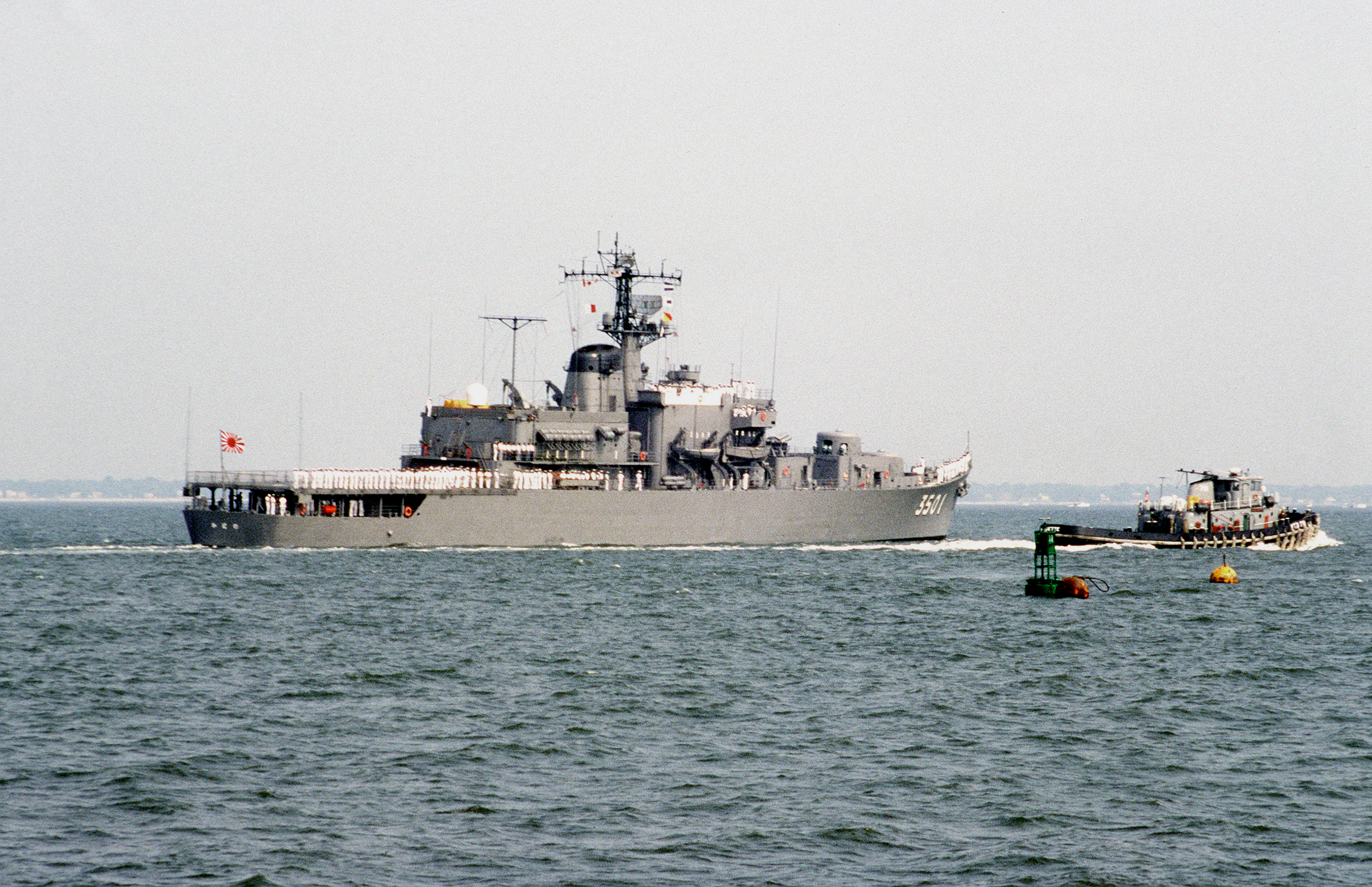
Katori v Norfolku

Plavidlo postavila v letech 1967–1969 japonská loděnice Ishikawajima-Harima Heavy Industries v prefektuře Tokio.

## Konstrukce
Posádku tvořilo 295 osob a 165 kadetů. Loď nesla vzdušné vyhledávací radary SPS-12, námořní vyhledávací radar OPS-17, protipožární radar SPG-34, Mk.63 GFCS a trupový sonar SQS-4. Výzbroj tvořily čtyři 76mm kanóny typu 68 v dvoudělových věžích na přídi, jeden čtyřhlavňový 375mm protiponorkový raketomet Bofors typu 71 na plošině před můstkem a dva trojité 324mm torpédomety s torpédy typu 68. Na zádi se nacházela přistávací plocha pro vrtulník. Pohonný systém tvořily dva kotle Ishikawajima-Foster Wheeler dodávající páru dvěma sadám turbín Ishikawajima-Harima o výkonu 20 000 hp, pohánějícím dva lodní šrouby. Nejvyšší rychlost dosahovala 25 uzlů. Dosah byl 7000 námořních mil při rychlosti 18 uzlů.